# انید بلایتون
انید ماری بلایتون (به انگلیسی: Enid Mary Blyton) (زادهٔ ۱۱ اوت ۱۸۹۷ در دولویچ شرقی، لندن – درگذشتهٔ ۲۸ نوامبر ۱۹۶۸ در همپستید، لندن) از نویسندگان محبوب ادبیات کودک و نوجوان اهل انگلستان است که شماری از داستان‌هایش را با نام مری پولاک (به انگلیسی: Mary Pollock) نوشته‌است.

## زندگی
انید بلایتون در ۱۱ اوت ۱۸۹۷ به دنیا آمد.
انید پس از پایان تحصیلاتش معلم شد اما در اوقات فراغتش داستان می‌نوشت و شعر می‌سرود.
او از سال ۱۹۵۹ به سبب بیماری فعالیت‌های ادبی‌اش را کم کرد و پس از آن نیز کم‌کم نوشتن مجموعه داستانهایش را کنار گذاشت. این نویسندهٔ پرکار در سال‌های پایانی زندگی، حافظه‌اش را از دست داد.
در نهایت، انید بلایتون در سال ۱۹۶۸ از دنیا رفت. او در زمان مرگش یکی از سه نویسنده‌ای بود که آثارشان به بیشترین زبان‌ها ترجمه شده بود و کار ترجمه و انتشار این آثار پس از مرگش هم ادامه یافته‌است.

## فعالیت ادبی
نخستین اثر او مجموعه شعری بود که در سال ۱۹۲۲ منتشر شد و بعد از انتشار این کتاب بود که او کار نوشتن را جدی گرفت.
کارهای بعدی بلایتون بازنویسی قصه‌های فولکلور و بعدها داستان‌نویسی بود و پس از گذشت سال‌ها به یکی از پرکارترین داستان‌نویسان انگلیس بدل شد؛ به‌طوری‌که گفته می‌شود در سال‌های ابتدایی دههٔ ۱۹۵۰، هر ساله به‌طور متوسط ۵۰ عنوان از کتاب‌هایش منتشر می‌شد. داستان‌های بلایتون به حدود ۹۰ زبان ترجمه شده و کودکان و نوجوانان جهان بیش از ۶۰۰ میلیون نسخه از آثارش را خوانده‌اند.
یکی از ویژگی‌های آثار انید بلایتون این است که قهرمانان کودک و نوجوان داستان‌هایش با کمترین کمک از سوی بزرگسالان به ماجراجویی می‌پردازند و افرادی شایسته و متکی به خود به‌شمار می‌روند. تخیل یکی دیگر از ویژگی‌های داستان‌های بلایتون است.

## آثار
برخی از موفق‌ترین آثار بلایتون عبارتند از:
- پنج جستجوگر (به انگلیسی: The Five Find-Outers) همچنین مشهور است به مجموعهٔ اسرار انید بلایتون (به انگلیسی: Enid Blyton's Mystery series)
- مجموعهٔ پنج مشهور (به انگلیسی: The Famous Five series)
- مجموعهٔ ماجرا (به انگلیسی: The Adventure series)
- کتاب‌های نادی (به انگلیسی: The Noddy books)
- مجموعهٔ هفت رازدار (به انگلیسی: The Secret Seven series)
- مجموعهٔ برج‌های مالوری (به انگلیسی: The Malory Towers series)
- مجموعهٔ سینت ‌کلر (به انگلیسی: The St. Clare's series)
- مجموعهٔ صندلی آرزوها (به انگلیسی: The Wishing-Chair series)
- مجموعهٔ درخت جادوی خیلی‌دور (به انگلیسی: The Magic Faraway Tree series)
- مجموعهٔ اسرار بارنی (به انگلیسی: The Barney Mystery series)
- مجموعهٔ سیرک (به انگلیسی: The Circus series)
- مجموعهٔ مزرعهٔ میستلتو (به انگلیسی: The Mistletoe Farm series)
- مجموعهٔ شیطون‌ترین دختر (به انگلیسی: The Naughtiest Girl series)
- مجموعهٔ ماجراجویان جوان (به انگلیسی: The Young Adventurers Series)
- مجموعهٔ چهار ماجراجو (به انگلیسی: The Adventurous Four Series)
- مجموعهٔ خانواده (به انگلیسی: The Family Series)
- مجموعهٔ ماجرای خانواده (به انگلیسی: The Family Adventure Series)
- مجموعهٔ راز (به انگلیسی: The Secret Series)
- کتاب داستان قرمز (به انگلیسی: The Red Story Book)
- کتاب داستان سبز (به انگلیسی: The Green Story Book)
- کتاب داستان آبی (به انگلیسی: The Blue Story Book)
- داستان‌های وقت‌خواب (به انگلیسی: Bedtime Stories)

### آثار به فارسی
«پنج جستجوگر»، «مدرسهٔ سینت کلر»، «مدرسهٔ مالوری»، «نادی»، «پنج رفیق»، «اتاق اسرارآمیز»، «هفت رازدار»، «مهمانی کرم‌های ابریشم»، «ماجراهای بینکل و فیلیپ»، «شیطون‌ترین دختر مدرسه» و چند کتاب دیگر او به فارسی ترجمه شده‌اند.

## پی‌نوشت
1. ↑  ««انید بلایتون» ۱۱۵ ساله شد»،  ایبنا.